# Littorina obtusata
Littorine obtuse
Espèce
Littorina obtusata, la Littorine obtuse, est une espèce de  mollusques gastéropodes marins à coquille spiralée du genre Littorina.

## Description et habitat
- La coquille d'une hauteur de 10 à 15 mm est épaisse, la dernière spire est très développée, les autres fortement aplaties. La surface est lisse, d'aspect brillant. Les couleurs sont extrêmement variables, du beige au brun-noir en passant par le jaune vif, l'orange, le rouge, le vert... L'animal vivant montre une chair jaunâtre tout comme les deux grands tentacules encadrant la tête. Comme d'autres espèces de littorines, il possède un opercule corné.
- Ce gastéropode vit parmi les Fucus (ou Varechs) dentelés (Fucus serratus).

## Distribution
La Littorine obtuse vit le long des côtes de l'Europe (Islande comprise), de la Méditerranée, de la côte atlantique du nord des États-Unis et du Canada.

## Galerie de photos

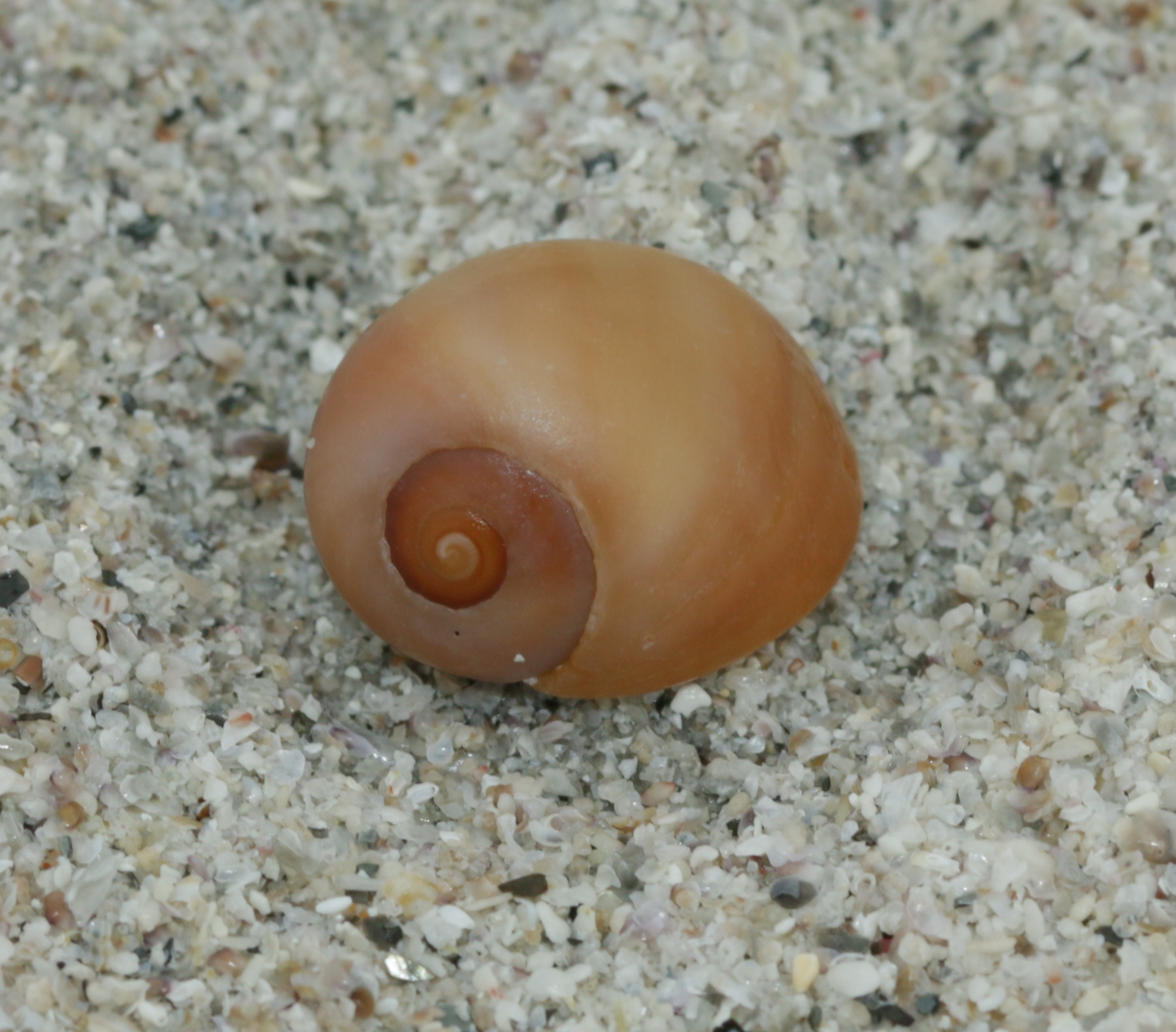
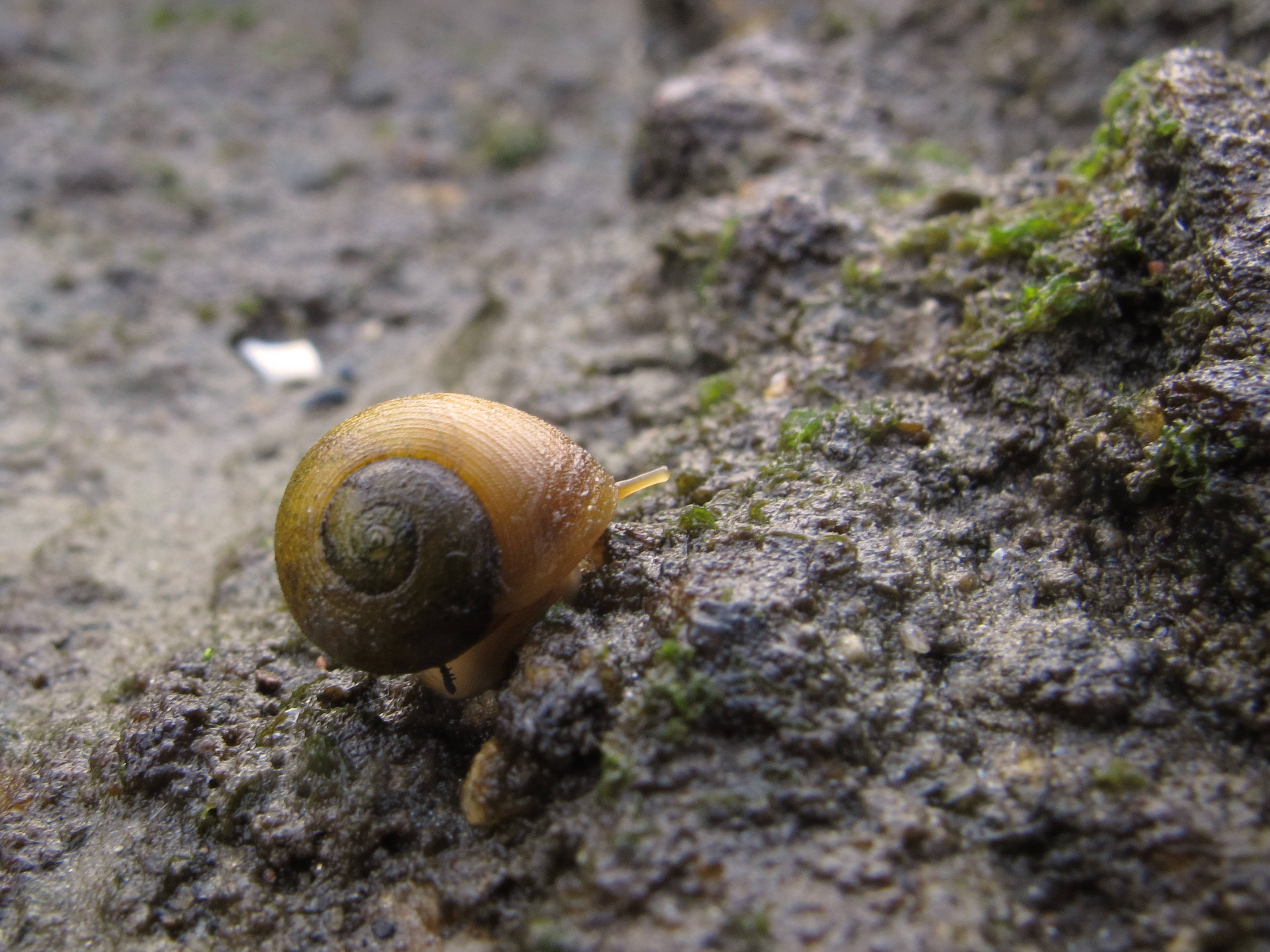
Littorine obtuse commençant un déplacement par reptation